# Nesapterus pictus
Nesapterus pictus är en skalbaggsart som beskrevs av Sharp 1908. Nesapterus pictus ingår i släktet Nesapterus och familjen glansbaggar. Inga underarter finns listade i Catalogue of Life.